# Connexochiton kaasi
Connexochiton kaasi är en blötdjursart som beskrevs av Saito 1997. Connexochiton kaasi ingår i släktet Connexochiton och familjen Ischnochitonidae. Inga underarter finns listade i Catalogue of Life.